# Macroglossum tenebrosa
Macroglossum tenebrosa is een vlinder uit de familie van de pijlstaarten (Sphingidae). De wetenschappelijke naam van de soort werd in 1891 gepubliceerd door Hippolyte Lucas.